# Ознака збіжності Коші
Ознака збіжності Коші — ознака збіжності числових рядів:
Ряд {\displaystyle \sum a_{k}} збігається тоді і тільки тоді, коли
{\displaystyle \forall \,\epsilon >0,\exists \,\nu _{\epsilon },\forall n,\forall p,}
{\displaystyle n\geqslant \,\nu _{\epsilon }\rightarrow \left|\sum _{k=1}^{p}{a_{n+k}}\right|\leqslant \epsilon .(1)}

## Доведення
Послідовність {\displaystyle (s_{n})} часткових сум ряду {\displaystyle \sum a_{k}} збігається тоді і тільки тоді коли вона є фундаментальною, тобто
{\displaystyle \forall \,\epsilon >0,\exists \,\nu _{\epsilon },\forall n,\forall p,}
{\displaystyle n\geqslant \,\nu _{\epsilon }\Rightarrow \left|s_{n+p}-s_{n}\right|\leqslant \epsilon ,}
що є рівним умові {\displaystyle (1),} так як {\displaystyle s_{n+p}-s_{n}=a_{n+1}+...+a_{n+p}.}